# Оран (град)
 Тази статия е за града в Алжир.  За града в Аржентина вижте Сан Рамон де ла Нуева Оран.  
Оран (на арабски: وهران) е град и община в Северозападен Алжир, административен център на област Оран.

## География
Разположен е на брега на Средиземно море. Населението в градската му агломерация е 803 329 жители – 2-ри по население след столицата, а в общината живеят 609 940 души.

## История
Основан е през 10 век от андалуски търговци маври, но през 1509 г. е превзет от испанците. Остава тяхно владение до 1708 г., когато пада под османско владичество. През 1732 г. испанците отново отвоюват територията след военната експедиция на граф Монтемар. Пиратите, контролиращи целия регион, и нежеланието на местното население да търгува с европейци обаче скоро превръщат града в нежелан за испанците, и през 1791 г. крал Карлос IV го продава на турците.
Турското управление продължава до 1831 г., когато започва френската колонизация на града.

## Икономика
Пристанището му е голям пункт за износ на плодове, зеленчуци и вино. Характерен износен продукт е висококачествена хартия, изработена от тревата алфа (или еспарто).

## Известни личности
Родени в Оран
- Ив Сен Лоран (1936-2008) – френски дизайнер
- Рашид Таха (р. 1958) – музикант
- Халед (р. 1960) – музикант
- Ален Шаба (р. 1958) – френски актьор и режисьор

## Любопитно
В град Оран се развива действието от романа на Албер Камю „Чумата“.